# Rojdéstveno (Bélgorod)
|  | Per a altres significats, vegeu «Rojdéstveno». |

Rojdéstveno - Рождествено (rus) - és un poble de l'óblast de Bélgorod, a Rússia. El 2010 tenia 1.499 habitants. Pertany al districte (raion) de Valuiki.